# چه چیزی گیلبرت گریپ را آزار می‌دهد
چه چیزی گیلبرت گریپ را آزار می‌دهد؟ (به انگلیسی: What's Eating Gilbert Grape) فیلمی درام به کارگردانی لاسه هالستروم است که سال ۱۹۹۳ ساخته شده‌است. بازیگران این فیلم جانی دپ، جولیت لوئیس و لئوناردو دی‌کاپریو هستند. پیتر هجس نویسنده نمایشنامه این فیلم است که آن را از رمانی نوشته خودش به همین نام که سال ۱۹۹۱ نوشته بود، اقتباس کرده‌است.

## خلاصه داستان
در شهر کوچکی به نام «اندورا»، «گیلبرت گریپ» (جانی دپ) به همراه برادرش «آرنی» (لئوناردو دی کاپریو) که دارای معلولیت ذهنی است، منتظر تریلر توریست‌هایی هستند که سالانه در زمان اردو در مکانی تفریحی در نزدیکی آنجا، از اندورا می‌گذرند. مادر گیلبرت، «بانی» (دارلین کیتس)، بعد از خودکشی شوهرش سالهاست که افسرده و بسیار چاق شده‌است. از آنجایی که مادر گیلبرت توانایی مواظبت از آن‌ها را ندارد، گیلبرت مسئولیت تعمیر خانه‌شان، مواظبت از آرنی که عادت دارد بالای تانکر آب برود و خواهر کوچکش «الن» (واری کیت شلهارت) را دارد. خواهر بزرگش امی (لارا هرینگتون) هم همیشه در آشپزخانه به سختی کار می‌کند.
گیلبرت رابطه‌ای پنهانی با زنی به نام «بتی» (مری استینبرگن) دارد در حالی که شوهرش می‌خواهد گیلبرت را راضی کند تا خانواده اش را بیمه کند. بازشدن فروشگاهی زنجیره‌ای، خواربارفروشی لمسون، جایی که گیلبرت آنجا کار می‌کند و بقیه فروشگاه‌های کوچک اندورا را تهدید می‌کند.
در حالی که خانواده گیلبرت خودشان را برای جشن تولد ۱۸ سالگی آرنی آماده می‌کنند، دختری جوان به نام «بکی» (جولیت لوئیس) به همراه مادربزرگش به دلیل خراب شدن ماشینشان ناچار به توقف در شهر می‌شوند. گیلبرت و بکی با هم آشنا می‌شوند. یک شب گیلبرت که همیشه آرنی را حمام می‌کند، فکر می‌کند او آنقدر بزرگ شده‌است که خودش از حمام بیرون بیاید بنابراین او را در وان حمام تنها می‌گذارد و با بکی برای تماشای غروب خورشید بیرون می‌رود. او شب دیر به خانه می‌آید و صبح روز بعد آرنی را در حالی که از سرما می‌لرزد در وان حمام پیدا می‌کند. خانواده او از دستش به این خاطر عصبانی می‌شوند و آرنی هم دچار ترس از آب می‌شود. برخلاف علاقه بتی به گیلبرت، گیلبرت با بتی قطع رابطه می‌کند. شوهر بتی بعد از ایست قلبی در استخر بازی بچه‌هایش خفه می‌شود. مردم شهر فکر می‌کنند که بتی شوهرش را خفه کرده‌است برای همین بتی با گیلبرت خداحافظی می‌کند و شهر را ترک می‌کند.
بکی و آرنی و گیلبرت دوستان صمیمی می‌شوند و بکی به گیلبرت کمک می‌کند تا به خودش و احساساتش بیشتر فکر کند. وقتی بکی و گیلبرت سرگرم حرف زدن هستند، آرنی دوباره به بالای تانکر آب می‌رود و این بار دستگیر می‌شود. به دنبال این اتفاق بانی که سالهاست از خانه خارج نشده‌است به اداره پلیس می‌رود و باعث می‌شود که آرنی را آزاد کنند. بانی به دلیل ظاهرش با برخورد نامناسب مردم شهر مواجه و به شدت ناراحت می‌شود.
بعد از اینکه آرنی باعث به زمین افتادن کیک تولدش می‌شود، گیلبرت مجبور می‌شود یک کیک دیگر بخرد و از آرنی می‌خواهد که حتی نزدیک آن هم نشود. آرنی کمی از آن کیک را می‌خورد و گیلبرت که از دست او عصبانی شده برای تنبیه او را به حمام می‌برد. آرنی مقاومت می‌کند و گیلبرت که کنترلش را از دست داده، او را به شدت کتک می‌زند. او که از زندگی اش خسته شده سوار ماشینش می‌شود و از شهر بیرون می‌رود. آرنی هم با گریه خانه را ترک می‌کند و نزد بکی می‌رود. گیلبرت برمی گردد و می‌بیند که بکی با مهربانی توانسته به آرنی کمک کند تا به ترسش غلبه کند و داخل دریاچه برود. بعد از اینکه امی و الن دنبال آرنی می‌آیند و او را می‌برند، گیلبرت با بکی دربارهٔ ناامیدی‌هایش و واقعیت مرگ پدرش صحبت می‌کند.
فردای آن روز گیلبرت برای عذرخواهی به جشن تولد آرنی می‌رود. آرنی با گیلبرت آشتی می‌کند. گیلبرت با مادرش صحبت می‌کند و مادرش می‌گوید که خوشحال است که گیلبرت برگشته و متأسف است که به خاطر چاقی اش باعث خجالت او شده‌است. گیلبرت که تا آن زمان به بکی اجازه نداده بود تا با مادرش ملاقات کند، از بکی که به جشن تولد آمده‌است، می‌خواهد تا با مادرش آشنا شود. بعد از جشن، بکی از گیلبرت خداحافظی می‌کند و با مادربزرگش شهر را ترک می‌کنند.
بانی بعد از جشن تولد آرنی و ملاقاتش با بکی، بعد از سال‌ها به اتاق خوابش در طبقه بالا می‌رود و می‌خوابد. غروب همان روز آرنی برای بیدار کردن مادرش به اتاق او می‌رود و فکر می‌کند که بیدار نشدن او یک بازی است. اما وقتی می‌فهمد که چه اتفاقی افتاده‌است با گریه به بیرون از خانه می‌دود و شروع به صدمه زدن به خودش می‌کند. امی و گیلبرت به کمک او می‌آیند و می‌فهمند که بانی در تختش فوت کرده‌است.
کلانتر شهر به آن‌ها می‌گوید که به افراد بیشتری برای بیرون بردن جسد سنگین بانی از خانه نیاز دارد (یک افسر با لحن نامناسب و به مسخره در بی‌سیم می‌گوید که به گارد ملی نیاز دارند). گیلبرت و خواهرانش می‌فهمند که برای دفن کردن او به زودی با نگاه تمسخرآمیز جمعیت زیادی روبرو می‌شوند. آن‌ها برای اینکه مادرشان مورد تمسخر قرار نگیرد خانه را با جسد مادرشان آتش می‌زنند.
یک سال بعد گیلبرت و آرنی دوباره منتظر عبور تریلر توریست‌ها هستند. صدای گیلبرت شنیده می‌شود که می‌گوید که امی در یک شیرینی پزی در شهر دی موین کار پیدا کرده‌است و الن خوشحال است که مدرسه اش را عوض می‌کند. آرنی دنبال تریلرها می‌دود و از دیدن دوباره بکی خوشحال می‌شود. گیلبرت و آرنی سوار تریلر بکی و مادربزرگش می‌شوند و همراه آن‌ها می‌روند.

## بازیگران
| بازیگر            | نقش              |
| ----------------- | ---------------- |
| جانی دپ           | گیلبرت گریپ      |
| جولیت لوئیس       | بکی              |
| لئوناردو دی‌کاپریو | آرنی گریپ        |
| مری استینبرجن     | بتی کارور        |
| دارلین کتس        | بانی گریپ (مادر) |
| لارا هرینگتون     | امی گریپ         |
| مری کیت شلهارت    | الن گریپ         |
| کوین تایف         | کن کارور         |
| جان سی ریلی       | تاکر ون دایک     |
| کریسپین گلوور     | بابی مکبرنی      |
| پنه لوپه برنینگ   | مادربزرگ بکی     |

## جوایز
لئوناردو دی کاپریو برای ایفای نقش آرنی برادر عقب مانده گیلبرت نامزد دریافت جایزه اسکار شد.